# إيبرهارد فون بريتينبوش
آرثر إبرهارد بوريس وولف فون بريتينبوش (20 يوليو 1910 - 21 سبتمبر 1980) كان ضابطًا في سلاح الفرسان الألماني خدم في مجموعة الجيوش الوسطى في الفيرماخت خلال الحرب العالمية الثانية برتبة رخيتمستار وشارك في المؤامرة العسكرية ضد أدولف هتلر التي بلغت ذروتها في مؤامرة 20 يوليو.

## حياته
ولد في Dietzhausen بالقرب من زول،تورينغن وانتسب لمدرسة دير Klosterschule Roßleben والأكاديمية الملكية للغابات. في أكتوبر 1938، تزوج في إرفورت ماري لويز فون إينسيديل (مواليد 1913)؛ كان لديهم أربعة أبناء وبنتان.

## محاولة اغتيال
في 9 مارس 1944، تم استدعائه ومعاونيه لإطلاع هتلر في البرغهوف في بافاريا في 11 مارس. وبعد نقاش مع تريسكو وافق بريتينبوش على محاولة اغتيال الفوهرر بإطلاق النار عليه في الرأس  باستخدام مسدس براوننج 7.65ملم مخبأة في جيب سرواله، بعد أن رفض محاولة الانتحار باستخدام قنبلة. تم إرسال طائرة كوندور لإحضار بوش وبريتينبوش وتم السماح له بدخول بيرغوف، لكنه لم يكن قادرًا على تنفيذ الخطة لأنه تم طلب حراس الإس إس- في وقت سابق من ذلك اليوم - عدم السماح للمساعدين بدخول غرفة الاجتماعات مع هتلر. 

## بعد الحرب
عمل في الغابات بعد الحرب وتوفي في 22 سبتمبر 1980 في غوتنغن بعد خضوعه لجراحة سرطان.